# Convention militaire belgo-luxembourgeoise de 1831

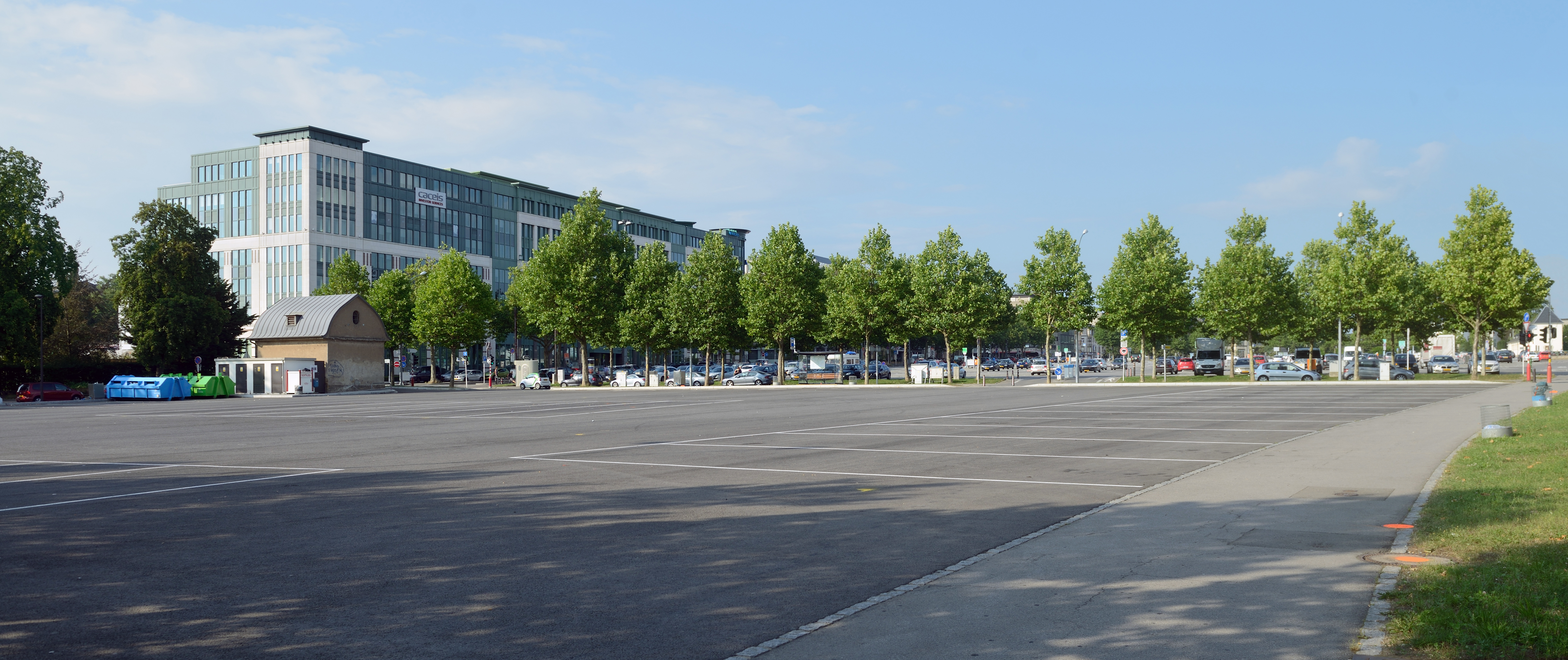
Le champ du Glacis des nos jours à Luxembourg-ville.

La convention militaire belgo-luxembourgeoise de 1831 désigne un échange de deux déclarations datées du 20 mai 1831 entre la Belgique et le Grand-duché de Luxembourg au sujet de la taille du rayon d'influence de la forteresse de Luxembourg, faisant passer celui-ci de quatre à deux lieues, centré autour du glacis de la forteresse. Elle réduit de facto un peu plus le territoire luxembourgeois non-administré par les belges depuis l'annexion du Grand-duché de Luxembourg par la Belgique du 16 octobre 1830 à la suite de la participation luxembourgeoise à la Révolution belge de 1830.
Cet échange entre le général Charles Goethals, commandant militaire de la province de Luxembourg pour le régent de Belgique et le gouverneur civil de la forteresse fédérale germanique, Louis-Guillaume de Hesse-Hombourg, demeurera toutefois tacite et sujet à diverses interprétations au fil du temps, engendrant plusieurs crises politiques voire militaires entre les deux états, comme l'affaire de Strassen en 1838.

## Les déclarations

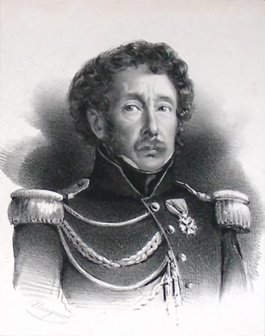
Remi De Puydt, alors lieutenant-colonel dans l'armée belge, fut chargé de transmettre les missives entre les deux interlocuteurs.

### Demande belge
La demande initiale de régler le contentieux autour du rayon d'influence de la forteresse de Luxembourg provient du général de divison Charles Goethals, alors commandant de la 4e divison de l'armée belge, stationnée à Arlon, et commandant miliaire de la province de Luxembourg pour le régent de Belgique. Il chargea le Lieutenant-colonel Remi De Puydt de transmettre la déclaration au gouverneur civil de la forteresse fédérale germanique, Louis-Guillaume de Hesse-Hombourg.

« Arlon, le 20 mai 1831
A son altesse le prince de Hesse-Hombourg, commandant supérieur de la forteresse de Luxembourg.
Désirant employer tous les moyens qui sont à ma disposition pour éviter tout acte d’hostilité entre la garnison de Luxembourg et les troupes belges, et dans la persuasion où je suis que vous partagez les mêmes sentiments, je crois de mon devoir de m’adresser à vous, afin de vous proposer de prendre, de concert, des mesures pour atteindre ce but.
Les événements survenus récemment dans les environs de Luxembourg sont pour la population un motif d’exaspération, que les promenades militaires éloignées, que la garnison répète fréquemment, ne font qu’augmenter, et peuvent porter les habitants à des voies de fait dont les suites sont incalculables.
Bien que j’ignore le rayon qui a été fixé pour les promenades militaires de cette garnison, je n’ai point l’intention de protester contre la latitude dont elle a toujours joui à cet égard ; mais je désire que votre altesse fixe elle-même et me fasse connaître les limites qu’elle consent à ne point faire outrepasser aux troupes sous ses ordres, afin que, de mon côté, je puisse prendre des mesures pour qu’en dedans de ce rayon elles soient à l’abri de toute agression.
Monsieur le lieutenant-colonel de Puydt, qui aura l’honneur de vous remettre la présente, se chargera de me rapporter la réponse que votre altesse voudra bien me faire.
J’ose espérer que votre altesse appréciera les motif de ma démarche, et qu’elle voudra bien croire au respect avec lequel j’ai l’honneur d’être,
Son très humble serviteur,
Charles Goethals »

### Déclaration luxembourgeoise
Le gouverneur civil de la forteresse de Luxembourg, Louis-Guillaume de Hesse-Hombourg, répondit en ces termes, le jour-même, à la missive belge :

« Luxembourg, le 20 mai 1831.
A Monsieur le général Charles Goethals, commandant la 4ème division militaire belge, à Arlon.
Le gouvernement militaire soussigné de la forteresse fédérale de Luxembourg a l’honneur, Monsieur le général, de vous accuser réception de la dépêche que vous lui avez adressée par Monsieur le lieutenant-colonel de Puydt.
La proposition faite par vous de tracer autour de la forteresse une ligne de démarcation, qui d’un côté ne serait pas dépassée par cette garnison, et en-deçà de laquelle, de l’autre, il ne se ferait ni organisation ni mouvement militaires, ni distributions d’armes ou autres opérations semblables, a été, dès le principe, dans les intentions du gouvernement militaire, et a motivé les communications réitérées qu’il a adressées sans succès au gouvernement de fait dans le pays.
Il se prête par conséquent d’autant plus volontiers à une pareille convention provisoire, qu’il ne pouvait considérer les mesures militaires auxquelles il a été forcé jusqu’à présent pour le maintien inaliénable de ses droits, que comme des actes arbitrairement et violemment provoqués, sans présenter rien de décisif et de contraire à l’esprit de modération et d’égards pour les intérêts du pays dont il s’est toujours senti pénétré.
Il est assuré à la forteresse, d’après les traités, un rayon stratégique de défense de quatre lieues.
Ce rayon se fonde sur des conventions réciproquement arrêtées entre les hautes puissances, convention dont, en droit, on ne peut en aucune manière s’écarter.
Cependant, jusqu’à présent le gouvernement militaire ne pense pas qu’il soit indispensablement nécessaire à la sûreté de la place que la circonférence de ce rayon se trouve soumise à la surveillance immédiate de la forteresse. Il n’a même ordonné de patrouilles qu’à une distance de deux lieues, parce que les lois de la guerre, ainsi que vous en conviendrez vous-même Monsieur le général, comme homme du métier, ne permettent à cette distance aucunes mesures militaires étrangères, de quelque manière quelles aient lieu, sans les réputer hostiles à la forteresse.
D’après, cela le gouvernement militaire a tracé un cercle de deux lieues de diamètre par les communes de Lorenzweiler, Eisenbourg, Rameldange, Niederantwen, Munsbach, Schuttrange, Schrassig, Otrange, Muthfort, Sieren, Assel, Weiller-la-Tour, Roeser, Leudelange, Reckange, Dippach, Holzem, Mamer, Kopstal et Steinsel, au-delà duquel il n’enverra pas ses patrouilles pour le moment et en-deçà duquel, ces endroits y compris, il ne peut, sans agir contre ses instructions précises, souffrir en aucune manière ni organisation, ni mouvements, ni séjour de détachements ou parties de troupes étrangères.
Le gouvernement doit encore faire observer que la route de communication entre Luxembourg et Trèves doit rester exempte de toute occupation et de toute perturbation.
Il est impossible, Monsieur le général, que vous ne reconnaissiez pas ces conditions, puisées dans la nature des choses, et dont le gouvernement militaire ne peut aucunement se départir, comme entièrement fondées sur les principes militaires généralement admis. Il reste encore à vous annoncer que le gouvernement militaire est tenu de porter un arrangement préliminaire de ce genre à la connaissance de la diète de la confédération à Francfort, et qu’il ne peut le considérer comme obligatoire pour lui qu’après cette approbation. Il doit encore faire remarquer que toutes les considérations ou égards qu’il prend et qu’il réclame, sont uniquement dans l’intérêt du pays, tandis que l’intérêt de la forteresse, ne peut exister que dans la plus grande extension possible de ses droits, comme sans doute il ne vous échappera pas, Monsieur le général, et comme l’expérience le démontre par le résultat satisfaisant qu’éprouve la forteresse des dernières démarches devenues indispensables (une note au Moniteur précisait : « « allusion au désarmement de la garde civique, violemment effectué dans les villages du rayon stratégique »), et qui ont rétabli le calme et le repos dans les communes voisines, comme depuis longtemps ils n’avaient existé.
Le gouvernement militaire à l’honneur, Monsieur le général, de vous exprimer de sa considération particulière.
Signé, Louis, landgrave de Hesse. »